# Giuliano Cassiani Ingoni
Giuliano Paolo Cassiani Ingoni (Firenze, 4 novembre 1896 – Roma, 16 giugno 1962) è stato un generale italiano, particolarmente distintosi nella prima guerra mondiale come ufficiale di fanteria del Regio Esercito. Transitato in servizio nella Regia Aeronautica, partecipò alla guerra di Spagna e poi alla seconda guerra mondiale, durante la quale fu membro della Commissione Italiana d'Armistizio con la Francia (CIAF), Capo di stato maggiore della 5ª Squadra aerea e Comandante dell'Aviazione Ausiliaria per l'Esercito. Dimessosi dai ranghi dell'aeronautica dopo l'abdicazione del re Umberto II, di cui era stretto collaboratore e aiutante di campo, lo seguì nel suo esilio a Cascais, in Portogallo. Venne decorato con la Croce di Cavaliere dell'Ordine militare di Savoia, una Medaglia d'argento e una di bronzo al valor militare.

## Biografia
Nacque a Firenze il 4 novembre 1896. Arruolatosi nel Regio Esercito, frequentò la Regia Accademia Militare di Fanteria e Cavalleria di Modena e nel 1916, in piena prima guerra mondiale, raggiunse la zona di operazioni, assegnato come sottotenente in servizio permanente effettivo nell'arma di fanteria al 6º Reggimento alpini. Nel 1917, durante un audace attacco contro una postazione nemica, si distinse particolarmente, tanto da venire decorato con una Medaglia d'argento al valor militare. Nel corso della guerra rimase ferito due volte, una sul Monte Ortigara e una sul Colle San Francesco. Dopo la fine del conflitto, nel 1921 frequentò il corso per allievi piloti di dirigibile e, in qualità di ufficiale di bordo, transitò successivamente in servizio nella neocostituita Regia Aeronautica, gruppo dirigibilisti. Nel 1927 conseguì il brevetto di pilota militare. Promosso tenente colonnello il 24 settembre 1931, assunse l'incarico di comandante del servizio aereo della 2ª Squadra navale. Divenuto colonnello nel 1936, divenne comandante del 20º Stormo Osservazione Aerea e successivamente, tra l'ottobre 1937 e il gennaio 1939, del 5º Stormo d'assalto. Dal febbraio 1939 prese parte alla fasi finali della guerra civile spagnola, come comandante dell'8º Stormo dell'Aviazione Legionaria, venendo decorato con una Medaglia di bronzo al valor militare. Rientrato in Italia, nel 1941, in piena seconda guerra mondiale, fu promosso generale di brigata aerea ed entrò in servizio presso la Commissione Italiana d'Armistizio con la Francia (CIAF). Nel 1942 assunse l'incarico di Capo di stato maggiore della 5ª Squadra aerea, partecipando alle campagne del Nordafrica, venendo insignito della Croce di Cavaliere dell'Ordine militare di Savoia. Il 21 dicembre 1942 assunse il comando dell'Aviazione Ausiliaria per l'Esercito e al momento dell'armistizio dell'8 settembre 1943 si trovava a Roma, presso il suo comando.
Stretto collaboratore e aiutante di campo del Principe di Piemonte, che era solito scortare nelle situazioni di maggior pericolo, dopo la proclamazione della Repubblica rassegnò le sue dimissioni ed accompagnò Umberto II nel suo viaggio d'esilio a Cascais, partendo col re su un aereo Savoia-Marchetti S.M.95 da Ciampino il 13 giugno 1946. In seguito divenne portavoce del sovrano in esilio. Si spense a Roma il 16 giugno 1962.

### Fonti
1. 1 2 3 4  Ufficio Storico dell'Aeronautica Militare 1969, p. 66.
2. ↑   Gazzetta Ufficiale del Regno d'Italia, 1917,  p. 106. URL consultato l'11 ottobre 2020.
3. 1 2 3 4 5 6 7 8  Noi Alpini bolognesi.
4. 1 2 3 4  Generals.
5. 1 2   Arrivo a Lisbona da La voce monarchica, su reumberto.it. URL consultato il 29 maggio 2013 (archiviato dall'url originale il 4 marzo 2016).
6. ↑   Ambasciatore Alessandro Marieni Saredo - Memorie e autobiografia, su marieni-saredo.it. URL consultato il 28 maggio 2013.
7. ↑   Giuliano Paolo Cassiani Ingoni dal sito della Presidenza della Repubblica, su quirinale.it. URL consultato il 28 maggio 2013.
8. ↑  Gazzetta Ufficiale del Regno d'Italia n° 192 del 18 agosto 1928 - Anno VI.
9. ↑  Gazzetta Ufficiale del Regno d'Italia n.216 del 17 settembre 1936, pag.2868.
10. ↑  Supplemento ordinario alla Gazzetta Ufficiale del Regno d'Italia n.235 del 15 ottobre 1942, pag.46.